# Escrime aux Jeux asiatiques de 2010
Pour un article plus général, voir Jeux asiatiques de 2010.
Navigation
2006 2014
Les compétitions d’escrime aux Jeux asiatiques de 2010 se déroulent du 18 novembre au 23 novembre 2010. Les compétitions se déroulent en 12 épreuves, individuelles et par équipes et masculines et féminines. Les trois armes de l’escrime, le fleuret, le sabre et l’épée sont disputées. Les épreuves se déroulent au Guangda Gymnasium.

## Podiums
| Épreuves           | Or                                                                          | Argent                                                                                 | Bronze |
| ------------------ | --------------------------------------------------------------------------- | -------------------------------------------------------------------------------------- | --- |
| Fleuret            |                                                                             |                                                                                        | |
| Hommes individuel  | Choi Byung-chul                                                             | Cheung Siu Lun                                                                         | Yūki Ōta Lei Sheng |
| Hommes par équipes | Chine- Huang Liangcai - Lei Sheng - Zhang Liangliang - Zhu Jun              | Japon- Suguru Awaji - Kenta Chida - Yusuke Fukuda - Yūki Ōta                           | Hong Kong- Cheung Siu Lun - Chu Wing Hong - Lau Kwok Kin - Kevin Ngan Corée du Sud- Choi Byung-chul - Ha Tae-gyu - Heo Jun - Kwon Young-ho                              |
| Femmes individuel  | Nam Hyun-hee                                                                | Chen Jinyan                                                                            | Jeon Hee-sook Huili Dai |
| Femmes par équipes | Corée du Sud- Jeon Hee-sook - Nam Hyun-hee - Oh Ha-na - Seo Mi-jung         | Japon- Kanae Ikehata - Shiho Nishioka - Chie Yoshizawa                                 | Chine- Chen Jinyan - Dai Huili - Le Huilin - Shi Yun Hong Kong- Cheng Hiu - Cheung Ho King - Lau Hiu Wai - Lin Po Heung                                                 |
| Épée               |                                                                             |                                                                                        | |
| Hommes individuel  | Kim Won-jin                                                                 | Li Guojie                                                                              | Yin Lianchi Shogo Nishida |
| Hommes par équipes | Corée du Sud- Jung Jin-sun - Jung Seung-hwa - Kim Won-jin - Park Kyoung-doo | Kazakhstan- Elmir Alimzhanov - Aleksandr Aksyonov - Dmitriy Gryaznov - Sergey Shabalin | Chine- Dong Chao - Li Guojie - Wang Sen - Yin Lianchi Japon- Kazuyasu Minobe - Shogo Nishida - Keisuke Sakamoto                                                         |
| Femmes individuel  | Luo Xiaojuan                                                                | Nozomi Satō                                                                            | Xu Anqi Yeung Chui Ling |
| Femmes par équipes | Japon- Megumi Ikeda - Nozomi Satō - Ayaka Shimōkawa                         | Chine- Luo Xiaojuan - Sun Yujie - Xu Anqi - Yin Mingfang                               | Hong Kong- Bjork Cheng - Cheung Sik Lui - Sabrina Lui - Yeung Chui Ling Corée du Sud- Jung Hyo-jung - Oh Yun-hee - Park Se-ra - Shin A-lam                              |
| Sabre              |                                                                             |                                                                                        | |
| Hommes individuel  | Gu Bon-gil                                                                  | Zhong Man                                                                              | Oh Eun-seok Wang Jingzhi |
| Hommes par équipes | Chine- Jiang Kelv - Liu Xiao - Wang Jingzhi - Zhong Man                     | Corée du Sud- Gu Bon-gil - Kim Jung-hwan - Oh Eun-seok - Won Woo-young                 | Japon- Shinya Kudo - Satoshi Ogawa - Koji Yamamoto Kazakhstan- Yevgeniy Frolov - Yerali Tilenshiyev - Zhanserik Turlybekov                                              |
| Femmes individuel  | Kim Hye-lim                                                                 | Au Sin Ying                                                                            | Kim Keum-hwa Tan Xue |
| Femmes par équipes | Chine- Bao Yingying - Chen Xiaodong - Tan Xue - Zhu Min                     | Corée du Sud- Kim Hye-lim - Kim Keum-hwa - Lee Ra-jin - Lee Woo-ree                    | Hong Kong- Au Sin Ying - Catherine Au Yeung - Fong Yi Tak - Lam Hin Wai Kazakhstan- Aliya Bekturganova - Anastassiya Gimatdinova - Tamara Pochekutova - Yuliya Zhivitsa |

## Tableau des médailles
- Pays hôte

| Rang  | Nation       | Or | Argent | Bronze | Total |
| ----- | ------------ | -- | ------ | ------ | ----- |
| 1     | Corée du Sud | 7  | 2      | 5      | 14    |
| 2     | Chine        | 4  | 4      | 8      | 16    |
| 3     | Japon        | 1  | 3      | 4      | 8     |
| 4     | Hong Kong    | 0  | 2      | 5      | 7     |
| 5     | Kazakhstan   | 0  | 1      | 2      | 3     |
| Total | Total        | 12 | 12     | 24     | 48    |